# Maurice Maeterlinck
(Motivazione del Premio Nobel)
Maurice Polydore Marie Bernard Maeterlinck (Gand, 29 agosto 1862 – Nizza, 6 maggio 1949) è stato un poeta, drammaturgo e saggista belga, vincitore del Premio Nobel per la Letteratura nel 1911.

## Biografia
Maurice Maeterlinck nacque a Gand, in Belgio, da una famiglia benestante di lingua francese, Polydore e Mathilde Colette Françoise Van den Bossche.
Dopo aver terminato gli studi presso i Gesuiti, intraprese studi di giurisprudenza. Nel 1885 pubblicò alcuni poemi e brevi romanzi di ispirazione parnassiana di cui rimangono solo i frammenti pubblicati su La Jeune Belgique, rivista letteraria e artistica pubblicata a Bruxelles tra il 1881 e il 1897.
Cominciò poi a frequentare Parigi, dove entrò in contatto con l'allora emergente movimento simbolista, in particolare con Stéphane Mallarmé e Villiers de l'Isle Adam, che ebbe poi una grande influenza sul suo lavoro. A questa evoluzione lo spingeva anche la scoperta del misticismo tedesco del XIV secolo riletto da Novalis e del romanticismo dei fratelli Friedrich e August von Schlegel, che del simbolismo erano stati i precursori.
Divenne celebre improvvisamente, nell'agosto 1890, grazie ad un articolo entusiastico dello scrittore Octave Mirbeau.

Lasciò definitivamente il Belgio per stabilirsi in Francia nel 1897, prima a Parigi e poi, dal 1907, in un'abbazia in Normandia.
Nel 1911 gli venne conferito il Premio Nobel per la letteratura.
Dopo una lunga relazione con la cantante Georgette Leblanc, durata dal 1895 al 1918, finì per sposare nel (1919) Renée Dahon, attrice di Nizza, con la quale si recò ad Hollywood su invito di Sam Goldwyn.  Per tutti gli anni venti viaggiò in Spagna, in Italia, in Egitto, in Grecia, in Palestina e nel Maghreb.
Nel 1930 acquistò un castello a Nizza, chiamandolo Orlamonde, un nome che prende origine dal suo dramma Quinze Chansons.
Fu nominato conte da re Alberto I del Belgio nel '32 e insignito della Legion d'onore francese.
Nel '39, a 77 anni, si trasferì negli Stati Uniti, dove rimase fino al '47, due anni prima della sua morte, avvenuta a Nizza.

## La produzione poetica e quella teatrale
Nel 1890 divenne improvvisamente famoso, non per la raccolta poetica Serres chaudes, che aveva pubblicato l'anno prima, ma dopo che il suo primo dramma, La princesse Maleine, aveva ricevuto entusiastiche lodi da parte di Octave Mirbeau, critico letterario a Le Figaro, che lo segnalò come «le nouveau Shakespeare belge».
Negli anni seguenti, scrisse una serie di spettacoli simbolisti caratterizzati da fatalismo e misticismo, i più importanti tra i quali furono L'intrusa (L'Intruse) (1890), I ciechi (Les Aveugles) (1891), Pelléas et Mélisande (1892).
Il suo successo più grande, tra i contemporanei, fu comunque la fiaba L'uccellino azzurro (1908), che fu messa in scena a Mosca da Stanislavskij, in Italia da Luca Ronconi nel 1979. Quest'opera vanta 7 trasposizioni televisive, di cui 6 film (3 statunitensi più una co-produzione con l'URSS, uno britannico ed un film d'animazione sovietico) ed un anime giapponese, trasmesso nel 1980 e intitolato L'uccellino azzurro.

## I saggi naturalistici
Un aspetto particolare e meno noto della produzione di Maeterlinck è costituito da vari saggi naturalistici pubblicati lungo il primo trentennio del '900, diversi dei quali furono tradotti anche in Italia. I più noti sono quelli compresi nella trilogia sugli insetti sociali: (api, termiti e formiche):
- La vita delle api (1901), pubblicato in italiano a varie riprese (1921, 1951, 1958, 1979);
- La vita delle termiti (1926), basato su (a detta di alcuni plagiato da) un lavoro del poeta e scienziato sudafricano Eugène Marais (1871-1936), pubblicato in italiano nel 1927, 1950 e 1980 (Rizzoli, collana L'ornitorinco);
- La vita delle formiche (1930), pubblicato in italiano nel 1932.

Della trilogia esiste una edizione italiana Newton Compton del 1991.
A questi si aggiunge "L'intelligenza dei fiori"
La scrittura di questi saggi, in cui s'intrecciano la robusta tradizione naturalista ottocentesca, la struttura culturale simbolista e spiritualista dell'autore ed una indiscutibile abilità letteraria, fa di queste opere delle letture ancor oggi interessanti, quanto meno dal punto di vista divulgativo e di racconto.

## Maeterlinck e la musica
Le opere poetiche e letterarie di Maeterlinck ispirarono molti musicisti.
- Lili Boulanger tentò invano di mettere in musica La princesse Maleine.
- Serres chaudes (1889) fu messo in musica da Ernest Chausson (Serres chaudes, op. 24, 1893-1896)
- Pelléas et Melisande, strepitoso successo e icona del simbolismo letterario, fu invece messo in musica successivamente da Fauré (1898, musiche di scena), Debussy (1902, opera in 5 atti), Sibelius (musiche di scena), Schönberg (1905, poema sinfonico) ed altri ancora.
- Ariane et Barbe-Bleue, racconto in 3 atti del 1899, fu musicato da Paul Dukas (1a rappresentazione: Parigi, Opéra-Comique, 10 maggio 1907).

## Opere
- Serres chaudes (1889) - musicata da Ernest Chausson (Serres chaudes, op. 24, 1893-1896)
- La Princesse Maleine (1889)
- L'Intruse (1890)
- Les Aveugles (1890)
- Les Sept princesses (1891) (citata da Proust in À la Recherche du temps perdu)
- Pelléas et Mélisande (1892) - musicata da Claude Debussy
- Intérieur (1894)
- La Mort de Tintagiles (1894)
- Aglavaine et Sélysette (1896)
- Le Trésor des humbles (1896)
- Douze Chansons (1896)
- La Sagesse et la destinée (1898)
- Ariane et Barbe-Bleue (1901) - musicata da Paul Dukas
- Sœur Béatrice (1901)
- La vita delle api (La Vie des Abeilles) (1901)
- Monna Vanna (1902)
- Le temple enseveli (1902)
- Joyzelle (1903)
- L'uccellino azzurro (L'Oiseau bleu) (1909)
- L'Intelligence des Fleurs (1907)
- La Mort (1913)
- Marie-Magdeleine (1913)
- Les débris de la guerre (1916)
- L'Hôte inconnu (1917)
- Onirologie (1918)
- Le Miracle de saint Antoine (1919)
- Le bourgmestre de Stilmonde (1919)
- Les sentiers dans la montagne (1919)
- Le grand secret (1921)
- Les fiancailles (1922)
- Le malheur passe (1925)
- La puissance des morts (1926)
- Berniquel (1926)
- Marie Victoire (1927)
- La Vie des Termites (1927)
- En Sicile et en Calabre (1927)
- La Vie de l'Espace (1928)
- En Egypte, notes de voyage (1928)
- Juda de Kerioth (1929)
- La Grande Féerie (1929)
- La Vie des Fourmis (1930)
- L'Araignée de verre (1932)
- La Grande Loi (1933)
- Avant le grand silence (1934)
- La princesse Isabelle (1935)
- Le sablier (1936)
- L'ombre des ailes (1936)
- Devant Dieu (1937)
- La grande porte (1939)
- L'Autre Monde ou le cadran stellaire (1942)
- Jeanne d'Arc (1948)
- Bulles bleues (1948)
- Intérieur
- Postume (1959): L'abbé Sétubal  - Les trois justiciers - Le jugement dernier

## Riconoscimenti
- 1902 - Premio Auguste-Furtado dell'Académie française per La vie des abeilles
- 1948 - Premio della lingua francese dell'Académie française